# Vattetot-sous-Beaumont
Vattetot-sous-Beaumont là một xã thuộc tỉnh Seine-Maritime trong vùng Normandie miền bắc nước Pháp.

### Huy hiệu
| Arms of Vattetot-sous-Beaumont | The arms of the commune of Vattetot-sous-Beaumont are blazoned: Per pale ermine and gules, a 3-peaked mount (NOT issuant from base), and in chief on an inescutcheon argent, a cross vert. |

## Dân số
| Năm | 1962 | 1968 | 1975 | 1982 | 1990 | 1999 | 2006 |
| --- | ---- | ---- | ---- | ---- | ---- | ---- | ---- |
| Dân số | 327  | 345  | 279  | 361  | 484  | 490  | 533  |
| From the year 1962 on: No double counting—residents of multiple communes (e.g. students and military personnel) are counted only once. |      |      |      |      |      |      |      |